# 肌肉發炎
肌肉發炎（英語：Myositis）指的是肌肉發炎或腫脹。受傷、藥物、感染、或自體免疫疾病都有可能導致肌肉發炎。
目前已知降脂藥物羟甲基戊二酸单酰辅酶A还原酶抑制剂和fibrate類藥物會有肌肉發炎的副作用。

## 文獻
1. ↑  MedlinePlus百科全书 Myositis